# Bracon xanthocornis
Bracon xanthocornis är en stekelart som beskrevs av Vladimir Ivanovich Tobias 2000. Bracon xanthocornis ingår i släktet Bracon och familjen bracksteklar. Inga underarter finns listade.